# Uhloz
Pour plus de détails, voir Fiche technique et Distribution.
Uhloz est un film français de court métrage de Noël réalisé par Guy Jacques, sorti en 1990 .

## Synopsis
Deux enfants punis par leurs parents le soir de Noël dans une cité HLM de banlieue, cherchent à se venger à l'aide d'un gadget vidéo.

## Fiche technique
- Titre : Uhloz
- Réalisation : Guy Jacques
- Scénario : Guy Jacques
- Photographie : Jérôme Robert
- Montage : Corinne Harari, Jean-François Huguet et Guy Jacques
- Décors : Jean Abasse
- Son : Pierre-Yves Bruneel
- Musique : François d'Aisme
- Production : Tagreb Films
- Pays d'origine :  France
- Durée : 13 minutes
- Date de sortie : 1990 (présentation au Festival de Clermont-Ferrand)

## Distribution
- Colin Bethisky : Laurent
- Damien Jacques : Jérôme
- Jean-Bernard Guillard : le père
- Mado Maurin : la voisine
- Myriam Mézières : la mère
- Abdel Itchir : Djamel
- Teddy Jacques : Mouchoir
- Emmanuel List : le voisin
- Georges Thibault : l'homme aux cadeaux
- Raymond Mazzochi : un passant

## Distinctions

### Récompenses
- 1990 : Prix Georges de Beauregard du court métrage[1]
- 1990 : Prix Canal+ au Festival international du court métrage de Clermont-Ferrand[2]

### Nominations
- 1991 : pour le César du meilleur court-métrage de fiction
- 1991 : pour les BAFTA Awards[3]